# Carl Engelbert Böhmer
Carl Engelbert Böhmer (auch Carl Egbert Böhmer) (* 15. Februar 1884 in Schonnebeck; † 12. November 1960 in Bad Salzuflen) war ein deutscher Politiker (NSDAP). Von 1933 bis 1945 war er Oberbürgermeister von Gelsenkirchen.

## Leben
Carl Böhmer war Sohn eines Brauereidirektors. Er besuchte die Volksschule, die private Rektoratsschule, die Realschule und je zwei Semester die städtische Handelsschule und eine private Fremdsprachenschule. Nach einer kaufmännischen Lehre arbeitete Böhmer bei der Bochumer Knappschaftsverwaltung. Anschließend war er in den kaufmännischen Abteilungen von Zechenbetrieben tätig. Während des Ersten Weltkrieges war er von August 1916 bis Mai 1918 Soldat (Landsturm mit Waffe beim Res.Inf.Reg. 29).
Böhmer trat zum 1. März 1928 der NSDAP bei (Mitgliedsnummer 80.329) und versah verschiedene Parteiämter. Nach der Machtergreifung der Nationalsozialisten in Deutschland wurde er auf Betreiben des Gauleiters für Westfalen-Nord, Alfred Meyer, am 7. April 1933 zum Staatskommissar für die Stadt Gelsenkirchen ernannt. Nachdem er ab dem 21. Juli kommissarischer Oberbürgermeister gewesen war, folgte am 27. September 1933 die offizielle Einführung in das Amt, das er während der gesamten Zeit der nationalsozialistischen Herrschaft und des Zweiten Weltkriegs ausübte. Seine Beteiligung an der Zerstörung der Gelsenkirchener Synagoge galt später als erwiesen.
Im April 1933 wurde er auch kurzzeitig Mitglied im Provinziallandtag der Provinz Westfalen, im Provinzialausschuss und im Preußischen Staatsrat.
Nach der deutschen Niederlage 1945 wurde er von der britischen Militärregierung bis zum 1. April 1947 in einem Internierungslager inhaftiert. Im Rahmen seiner Entnazifizierung wurde er am 1. April 1947 lediglich in die Kategorie „Mitläufer“ und damit als ein „leichterer Fall“ eingestuft, ohne Verlust von Pensionsansprüchen. Am 18. Mai 1948 wurde das Ergebnis auf „Minderbelastet“ verschärft, am 1. Dezember 1950 letztinstanzlich aber wieder auf Mitläufer gesenkt. Die Stadt Gelsenkirchen weigerte sich dennoch, Böhmer die Versorgungsbezüge auszubezahlen; sie mussten bis zu dessen Tod jeden Monat durch Zwangsvollstreckung eingetrieben werden. Nach langjährigen Zivil- und Verwaltungsprozessen entschied das Bundesverwaltungsgericht am 11. Februar 1960 letztinstanzlich zu Gunsten Böhmers.